# Max Hoffmann
Max Hoffmann (Homberg, 25 gennaio 1869 – Bad Reichenhall, 8 luglio 1927) è stato un generale e diplomatico tedesco.

## Biografia
Entrò nell'esercito prussiano nel 1887 e frequentò l'accademia militare di Berlino. Durante la guerra russo-giapponese del 1905 fu osservatore militare con il grado di capitano e in tale occasione poté constatare le lacune dell'esercito russo, nonché l'odio esistente tra gli stessi comandanti del suddetto esercito che tradiva scarsa capacità di comando e assenza di coordinazione.

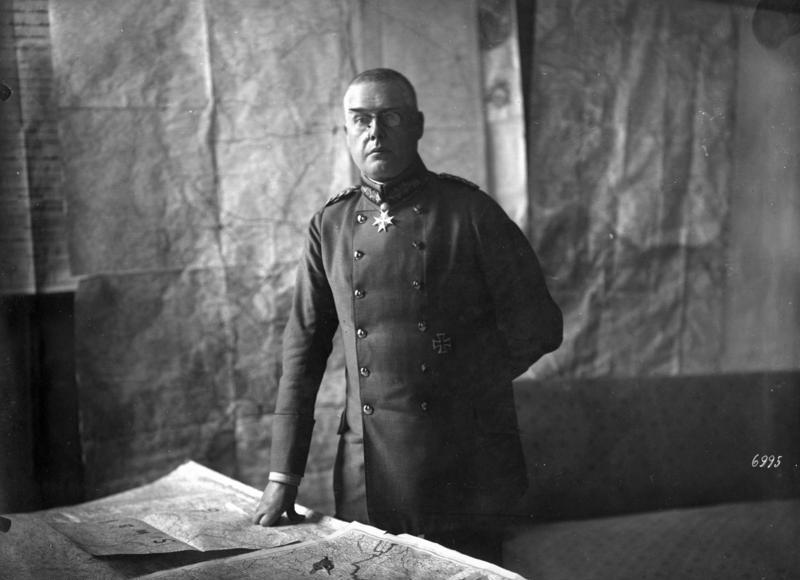
Max Hoffmann nel 1914, davanti alle mappe del fronte

Ufficiale di stato maggiore sul fronte orientale durante la prima guerra mondiale, ebbe modo a segnalarsi per le sue brillanti intuizioni strategiche tanto da essere considerato dalla storiografia come uno dei principali artefici alla base dei successi della Ottava Armata, successi che gli valsero la promozione a generale. Partecipò ai negoziati per l'armistizio tra la Russia e la Germania Imperiale. È sepolto nel cimitero militare degli invalidi di Berlino.